# Papa Adrian al III-lea

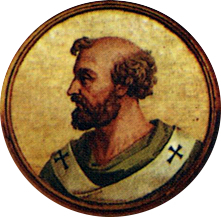
Papa Adrian al III-lea

Papa Adrian al III-lea (n.  ?, Roma, Italia – d. 885 d.Hr., San Cesario sul Panaro, Emilia-Romagna, Italia) a fost  cel de-al 109-lea pontif după liber pontificales. Acesta era roman  din zona Via Lata, fiind a 3-lea pontif cu numele Adrian.

## Decrete
Cronicarul Martin Polono îi atribuie lui Adrian al III-lea doua decrete: instalarea suveranului pontif să se facă fără a mai fi necesară prezența trimișilor imperiali; iar la moartea lui Carol cel Gros, care nu a avut urmași, coroana să revină unui principe italian.

## Deces
La sfârșitul lui 884 murea regele Franței, Carloman, iar fratele sau Carol cel Gros, regele Italiei se decide să pună punct situației interne a imperiului, convocând, în anul următor, o adunare la Worms unde este invitat și papa Adrian. acesta din urma nu a reușit să ajungă, murind în drum spre Worms, la San Cesario, lângă Modena.

## Înmormântat
A fost înmormântat la mănăstirea din Nonantola.

## Declarat sfânt
A fost declarat sfânt datorita generozității sale cu privire la populația săracă a Romei.